# 신우철 (연출가)
신우철은 대한민국의 드라마 PD이다. SBS 드라마본부 소속 프로듀서 출신으로 연출가로 데뷔한 이후 주로 단막극에서 활동했지만, 2004년 첫 장막극 연출작인 《파리의 연인》의 연출을 맡으면서 장막극 PD활동도 하기 시작했다. 더불어 해당 드라마를 통해 이름이 많이 알려지면서 스타 PD로 자리잡게 되었다. 주로 김은숙 작가과 작업을 하며, 연속 흥행작품을 내놓았다. 참고로 이 둘은 스타 콤비로 불린다.

## 연출 작품

### 텔레비전 드라마
| 방송 년도   | 방송사           | 제목                             | 각본           | 비고                                 |
| ----------- | ---------------- | -------------------------------- | -------------- | ------------------------------------ |
|             | SBS              | 남과 여 - 해피 에로 허니문드라마 |                | 단막극                               |
|             | SBS              | 남과 여 - 사랑에 속고 돈에 울고  |                | 단막극                               |
|             | SBS              | 남과 여 - 아름다운 선택          |                | 단막극                               |
| 2004년      | SBS              | 파리의 연인                      | 김은숙, 강은정 | 20부작                               |
| 2005년      | SBS              | 프라하의 연인                    | 김은숙         | 20부작, 김형식 PD와 공동 연출        |
| 2006~2007년 | SBS              | 연인                             | 김은숙         | 20부작                               |
| 2008년      | SBS              | 온에어                           | 김은숙         | 21부작, 진혁 PD와 공동 연출(15회 ~ ) |
| 2009년      | SBS              | 시티홀                           | 김은숙         | 20부작                               |
| 2010~2011년 | SBS              | 시크릿 가든                      | 김은숙         | 20부작, 권혁찬 PD와 공동 연출        |
| 2012년      | SBS              | 신사의 품격                      | 김은숙         | 20부작, 권혁찬 PD와 공동 연출        |
| 2013년      | MBC              | 구가의 서                        | 강은경         | 24부작, 김정현 PD와 공동 연출        |
| 2018년      | SBS              | 여우각시별                       | 강은경         | 32부작                               |
| 2019년      | tvN              | 날 녹여주오                      | 백미경         | 16부작                               |
| 2019년      | 후난위성텔레비전 | 봉신연의                         | 주소진         | 중국 드라마                          |
| 2023년      | TV조선           | 아씨두리안                       | 임성한         |                                      |

## 수상 경력 및 후보
| 연도   | 시상식                                  | 부문                        | 작품        | 결과 |
| ------ | --------------------------------------- | --------------------------- | ----------- | ---- |
| 2005년 | 제41회 백상예술대상                     | TV부문 대상                 | 파리의 연인 | 수상 |
| 2005년 | 제41회 백상예술대상                     | TV부문 연출상               | 파리의 연인 | 후보 |
| 2005년 | 제41회 백상예술대상                     | TV부문 신인연출상           | 파리의 연인 | 후보 |
| 2009년 | 제45회 백상예술대상                     | TV부문 연출상               | 온에어      | 수상 |
| 2011년 | 제6회 서울 드라마 어워즈                | 한류드라마부문 최우수작품상 | 시크릿 가든 | 수상 |
| 2011년 | 제6회 서울 드라마 어워즈                | 한류드라마부문 연출상       | 시크릿 가든 | 수상 |
| 2011년 | 제47회 백상예술대상                     | TV부문 드라마 작품상        | 시크릿 가든 | 수상 |
| 2011년 | SBS 사내 상반기 작품상 및 특별상 시상식 | 최우수 작품상               | 시크릿 가든 | 수상 |
| 2011년 | 제4회 코리아 드라마 어워즈              | 대상                        | 시크릿 가든 | 수상 |
| 2012년 | 제5회 코리아 드라마 어워즈              | 최우수 작품상               | 신사의 품격 | 후보 |
| 2013년 | 제6회 코리아 드라마 어워즈              | 프로듀서상                  | 구가의 서   | 후보 |
| 2013년 | 제2회 아시아 레인보우 TV 어워즈         | 최우수 감독상               | 구가의 서   | 수상 |